# Kanton Rouffach
Rouffach is een voormalig kanton van het Franse departement Haut-Rhin. Het kanton maakte deel uit van het arrondissement Guebwiller tot dit op 1 januari 2015 met het arrondissement Thann fuseerde tot het arrondissement Thann-Guebwiller. Op 22 maart van dat jaar werd het kanton opgeheven en werden de gemeenten opgenomen in het kanton Wintzenheim.

## Gemeenten
Het kanton Rouffach omvatte de volgende gemeenten:
- Gueberschwihr
- Gundolsheim
- Hattstatt
- Osenbach
- Pfaffenheim
- Rouffach (hoofdplaats)
- Soultzmatt
- Westhalten